# Peter Weinberger
Peter Jay Weinberger (né le 6 août 1942) est informaticien qui a travaillé sur le compilateur FORTRAN 77 et le projet UNIX des Laboratoires Bell. Il travaille depuis pour Google.

## Biographie
Weinberger a étudié les mathématiques à Swarthmore College jusqu'en 1964 et a soutenu une thèse de doctorat en théorie analytique des nombres en 1969 à Berkeley sous la direction de Lehmer (« Démonstration d'une conjecture de Gauss sur les corps à deux classes »). D'abord affecté au Département de Mathématiques de l'Université du Michigan, à Ann Arbor, où il pouvait continuer ses recherches de mathématiques, il accepta une offre de recrutement des Laboratoires Bell, le centre de recherches d'AT&T.
Là, Weinberger, chargé de développer le compilateur Fortran f77, s'intéressa à un projet de langage de script imaginé par A. Aho et Kernighan : ce fut la conception du awk (il est le "W" de AWK!). Le détail des contributions de Weinberger à awk (et d'autres commandes Unix) se trouve dans une interview donnée à Princeton University. Une autre interview précise la portée de ses activités chez Google. Ces deux interviews confirment d'ailleurs les bruits entourant sa participation à l'avènement du traitement d'images, son visage ayant notamment servi à illustrer les différents algorithmes de morphing. Devenu Directeur du service de recherche informatique des Laboratoires Bell, Peter Weinberger vit son portrait fondu avec le logo "death star" d'AT&T  au milieu des années 1980, donnant un nouveau logo, la PJW Face, que l'on retrouvait sur une multitude de T-shirts, de mugs, de CD, etc.
Avant de rejoindre Google, Weinberger a été directeur de recherche de Renaissance Technologies et est membre de la commission JASON du ministère de la Défense depuis 1990. Son nombre d'Erdős est de 2.

## Écrits
- Alfred V. Aho, Brian W. Kernighan, and Peter J. Weinberger, The AWK Programming Language, Addison-Wesley, 1988, 210 p. (ISBN 0-201-07981-X, lire en ligne [archive du 20 avril 2006]) The book's webpage includes downloads of the current implementation of Awk and links to others.